# Puente Caucau
El Puente Caucau  es un puente de tipo basculante que cruza el río homónimo en Valdivia, Región de Los Ríos, que conecta las áreas de Isla Teja y el barrio de Las Ánimas.
La construcción del puente fue para reducir la congestión que se produce entre Valdivia y el camino a la costa Valdiviana (Niebla, Los Molinos). Además de permitir conectar la carretera de la salida norte de Valdivia con la costa, sin necesidad de ingresar al centro de ciudad.
Este es el primer puente basculante del país, con una inversión por parte del Ministerio de Obras Públicas de Chile, bajo el proyecto "Legado Bicentenario", de 15 768 millones de pesos, el cual, y originalmente, debió ser entregado con puesta en marcha blanca en el mes de enero e inaugurado en marzo de 2014. La empresa constructora fue la española AZVI.
A febrero de 2015, el costo de la construcción y reparos del puente se ha elevado a $17 mil millones de pesos y más las reparaciones de 2016, otros $10 mil millones de pesos más. El 21 de octubre de 2015, Discovery calificó a este puente como un gran, y al mismo tiempo, tremendo "Horror de cálculo", documental que se emitió en sus pantallas.
Por otra parte, gracias a este "horror", el turismo fluvial para visitar el sector del puente ha aumentado 16,6 % según la Agrupación de Turismo Fluvial.
El 15 de agosto de 2018, se inaugura provisionalmente el puente para el paso peatonal, ciclista y de vehículos livianos de hasta 5 toneladas. Para el 19 de enero de 2024 se anunció, que luego de 8 años, el puente está reparado.

## Historia
El Puente Calle-Calle sufrió daños debido al terremoto de 1960, por lo cual se planteó la idea de construir un puente de pontones provisorio que uniera los sectores de Las Animas e Isla Teja, tendría una longitud de 30 metros y un costo de 20 700 Escudos, pero debido a la precariedad nunca se terminó.

### 1991 - 2006

#### 1991
Se inicia un primer proyecto de construcción del puente, bajo la Municipalidad.

#### 2001
Se inicia un segundo proyecto bajo la Municipalidad de Valdivia.

#### Septiembre de 2005
Se comenzó la licitación del puente.

#### Octubre de 2005
La licitación es declarada "desierta", debido a que la única empresa que se adjudicó el proyecto pedía más del 70 % del presupuesto original.

#### Febrero de 2006
Se reestudia el proyecto.

#### Junio de 2006
El MOP remite el proyecto a MIDEPLAN.

### 2010-presente

#### Noviembre de 2010
Para el presupuesto 2011 del MOP, se reparte dinero para la construcción del puente.

#### Agosto de 2011
Se licita la construcción del puente.

#### Noviembre de 2011
La empresa española Azvi, se adjudica la construcción por US$ 31 millones.

#### Diciembre de 2011
El entonces presidente Sebastián Piñera, colocó la primera piedra, dando así por inaugurado el inicio de las obras.

#### Noviembre 2013
Detienen a falso topógrafo que trabajaba en la obra.

#### 6 de enero de 2014
Los tableros basculares son puestos erróneamente.

#### Octubre de 2014
Puente Cau Cau presenta 95 % de avance y últimas pruebas se realizan en diciembre de 2014.

#### Febrero de 2015
El puente presenta fallas en el sistema alzamiento de los brazos.

#### Junio de 2015
Debido a las diferentes fallas, el MOP declara el "término anticipado del contrato" de la licitación adjudicada a la empresa Azvi y se hará efectivo el conjunto de garantías constituidas para la construcción de esta obra, lo que financiará los trabajos de reparación.

#### Noviembre de 2015
El MOP anuncia que la empresa VMB se encargara de los reparos del puente.

#### Marzo de 2016
Contraloría devela un informe sobre la contratación de personas sin experiencias en la construcción del puente.

#### Abril de 2016
El informe de "ingeniería forense" encargado por el MOP a la empresa Hardesty & Hanover, que está asociada a VMB, plantean dos opciones, una es demoler los brazos del puente y construir nuevos con especificaciones para el puente, esta opción tendría un costo entre 10 y 14 millones de dólares, y la otra es repararlo (consistiría en desoldar las láminas de acero) pero esta opción no garantiza que no surgieran nuevos fallos durante la reparación o en un futuro, cualquiera de las dos opciones modificara la fecha de entrega que está fijada para 2017.

#### 26 de abril de 2016
El ministro de Obras Públicas, Alberto Undurraga, indicó que el Puente hay que hacerlo completamente de nuevo, según el informe técnico. Este informe, elaborado por la empresa Chilena VMB asociada a la norteamericana Hardesty and Hanover, indica que los fallos del puente se ubican en los brazos y tableros del puente, en gran parte por la calidad del acero. El costo de la demolición y reparación podría costar más de $10 mil millones de pesos ($5 mil millones de pesos en parte de la garantía de Azvi), todo sería costeado por el estado, sin gastar por parte del Gobierno Regional. El nuevo diseño estaría para 2017 y su construcción se extendería hasta el segundo semestre de 2018. También se sancionara a la empresa Zañartu Ingenieros encargados de la supervisión de la construcción.

#### 2 de mayo de 2016
El alcalde de Valdivia, Omar Sabat, presentó una querella por fraude al fisco a quienes resulten responsables por la construcción y fallos del puente.

#### Julio de 2016
Por la prensa se da a conocer, que el MOP ha gastado entre abril de 2015 y marzo de 2016 (11 meses o 335 días) un total de $348.912.614 (aproximadamente $1 millón diario) para mantener el puente elevado, para permitir el paso de naves.

#### Diciembre de 2016
El MOP, solicitará el levantamiento de la “prohibición para desmontar el Puente", para su reparación. Adicionalmente el ministro Alberto Undurraga, declaró como imputado en este caso.

#### Marzo de 2017
La empresa Chileno-Holandesa, AG-LEN BridgXperts, se adjudica la reparación del puente por un valor de $2 766 940 500 pesos chilenos.

#### Agosto de 2017
Durante la primera semana del mes, se realizaron pruebas las cuales consisten primero en bajar los brazos (martes 2 brazo norte, viernes 4 brazo sur) y posteriormente una prueba de carga donde pasaran 10 camiones tolvas.

#### Octubre de 2017
La Dirección de Investigaciones Científicas y Tecnológicas de la Universidad Católica (Dictuc), a través de un informe financiado por Azvi, aconsejó reparar el puente, lo que implica reemplazar el sistema oleohidráulico que mueve los brazos, con un costo de 2 000 000 000 de pesos chilenos (más de 3 000 000 de dólares estadounidenses de 2017) y una demora de ocho meses. Sin embargo, siguiendo la recomendación de la consultora VMB, el Ministerio de Obras Públicas tomó la decisión de desarmarlo, con lo que se invertirán 20 000 000 000 de pesos (más de 31 000 000 de la divisa de Estados Unidos en dicha época) y dieciocho meses de trabajo.

#### Marzo de 2018
El perito encargado por el fisco, declara que el puente es irreparable, ya que no cumplen con los estándares del MOP.

#### Abril de 2018
El MOP anunció, por orden del presidente Sebastián Piñera, que el puente sería habilitado en 120 días, solo para el uso de carga liviana. A fines de junio son bajados los brazos del puente.

#### Agosto de 2018
El día 15, se abre provisionalmente al público en general, solo para el paso de peatones, ciclistas y automovilistas, estos últimos no deben superar los 2,5 metros de altura, 5 toneladas y transitar solo a 20 km/h. Además las gatas hidráulicas (del sistema de levante) no podrán funcionar más de 2 veces al mes.

#### Octubre de 2018
El MOP decidió reparar el puente, en vez de desarmarlo completamente. La solución consiste en reemplazar el sistema de levante y mantener el resto de la estructura. Se espera que la solución esté completa para 2020 y el costo de la reparación sería aproximadamente de $4 mil millones de pesos.

#### Septiembre de 2019
En septiembre de 2019, el 28° Juzgado Civil de Santiago estableció que la constructora española Azvi no tuvo responsabilidad en la falla que inutilizó el brazo sur del puente Cau Cau, sino que la falla fue de diseño, responsabilizado por la aprobación al MOP. Siendo este último sentenciado a pagar una indemnización de $916 millones de pesos a Azvi.

#### Diciembre de 2021
La constructora Fe Grande S.A. (perteneciente a SalfaCorp), se adjudicó por $12 mil millones la "reparación definitiva" del puente.

#### Agosto de 2023
La Corte de Apelaciones de Santiago acoge el recurso de apelación interpuesto por el Consejo de Defensa del Estado, revocando la sentencia de primera instancia y estableciendo que el Ministerio actuó dentro de sus facultades al poner término anticipado al contrato por error en la ejecución de la obra, imputándole los fallos a la constructora.

#### Enero de 2024
Después de 8 años, el Ministerio de Obras Públicas de Chile, asegura que el puente esta reparado.

## Aspecto técnico
La estructura de 90 metros de largo total, es conformada por dos tramos móviles de 35 metros cada uno, dos contrapesos de 10 metros por lado y 9.4 metros de ancho, 8 metros para vehículos y 1.4 para peatones. Además se incluye 2,6 kilómetros de nueva pavimentación, también se incorpora la construcción de aceras y una ciclovía. Además incluye una torre de control de 54 metros de altura.

## Problemas
- En noviembre de 2013, la PDI detuvo a un falso topógrafo que trabajó en la obra, que no tenía sus estudios básicos completos y que había presentado documentación falsa para obtener el trabajo, el documento era un título universitario falso, de ingeniero en geomensura, de la Universidad Tecnológica Metropolitana.[6]

- El 6 de enero de 2014 se dio a conocer que el puente tenía problemas estructurales, siendo desmentido por el MOP,[57] pero reconocieron que el puente presentaba problemas en el ensamblaje de los tableros o brazos basculantes, los cuales estaban puestos al revés. Esto deja el problema a las ciclovías, quedando cruzadas, por uno de los brazos basculantes, la ciclovía quedó por el lado derecho, y por el otro esta corre por el lado izquierdo.[26] Según el alcalde de la ciudad Omar Sabat, los brazos venían mal etiquetados desde España.[10] El MOP apuntó que el problema había sido de la empresa constructora AZVI.[58] El Puente Caucau iniciaría su marcha blanca la segunda quincena de enero, pero debido a esto se retrasará la apertura al público.[26]

- En febrero de 2015, el alcalde de Valdivia, Omar Sabat, denunció que las rótulas instaladas en el puente no son originales.[59] debido a la confirmación de esta falla[12] provoca que la empresa constructora Azvi sea suspendida del registro de contratistas del MOP.[60]

- En junio de 2015, después que se realizara un informe técnico independiente del MOP,[61] confirmó una falla hidráulica.[62] Debido a este error (y los anteriores), el MOP da por terminado el contrato con la constructora del puente, Azvi.[28]

- En abril de 2016, el informe encargado, da como resultado que el puente fuese demolido y construido nuevamente, su construcción se ampliara hasta 2018.[63]
- En septiembre de 2019, La Justicia chilena exculpa a la española Azvi y hace responsable al ministerio chileno.[64]